# Frank Van de Vijver
Frank Van De Vijver (né le 12 novembre 1962 à Bornem,) est un coureur cycliste belge, actif durant les années 1980.

## Biographie
En 1984, Frank Van De Vijver s'impose dans une étape du Tour du Chili. L'année suivante, il remporte l'Internatie Reningelst ainsi que deux étapes du Tour de Namur. Il se distingue par ailleurs au niveau international en finissant troisième du championnat du monde amateurs. 
Il passe finalement professionnel en 1986 au sein de l'équipe Lotto. Bon sprinteur, il gagne le Championnat des Flandres. Il termine également troisième du Tour du Limbourg et d'une étape du Tour des Pays-Bas. L'année suivante, il se classe deuxième d'une étape des Trois Jours de La Panne. Il participe aussi au Tour de France, où il abandonne. 
En février 1988, il se classe troisième d'une étape du Tour méditerranéen. Il poursuit la compétition en 1989, avant de mettre un terme à sa carrière. Son oncle Paul et sa cousine Heidi ont eux aussi été coureurs cyclistes.

## Palmarès

### Palmarès amateur
- 1983
  - 1re étape du Tour de Namur
- 1984
  - 2e étape du Tour du Chili
  - Prologue du Tour des régions italiennes (contre-la-montre par équipes)
  - 2e de Bruxelles-Opwijk
  - 3e du Tour de Belgique amateurs
- 1985
  - Internatie Reningelst
  - 1re et 3e étapes du Tour de Namur
  - 2e de l'Omloop der Vlaamse Gewesten
  - 2e du championnat de Belgique sur route amateurs
  - 3e du Tour des Flandres amateurs
  -  Médaillé de bronze du championnat du monde sur route amateurs[4]

### Palmarès professionnel
- 1986
  - Championnat des Flandres
  - 3e du Grand Prix de l'UC Bessèges
  - 3e du Tour du Limbourg
  - 3e de l'Omloop van het Meetjesland

## Résultats sur les grands tours

### Tour de France
1 participation
- 1987 : abandon (13e étape)